# 웨스트 캐리비안 항공 708편 추락 사고
웨스트 캐리비안 항공 708편 추락 사고(West Caribbean Airways Flight 708)는 2005년 8월 16일 화요일 아침에 웨스트 캐리비안 항공 708 편이 베네수엘라 서쪽 콜롬비아 국경 부근에서 추락 한 사고이다. 원인은 사용 제한 고도를 초과하는 고도의 안티 아이스 (얼음 떨이 장치)를 다시 시작한 데 따른 추진력 저하와 조종사의 대처 실수였다.

## 사고 당일 708 편
- 승무원 8명
  - 승무원: 2명 ( 기장 오마르 오스 피나 (Omar Ospina) (40 세) · 부조종사 데이비드 무 노즈 (David Muñoz) (21 세))
  - 승무원: 6명
  - 승객: 152명

## 사고 개요
이 항공편은 프랑스의 해외 현의 하나 인 마르티니크 여행사 솔트 리버의 글로브 트로터 의해 특허 된 것으로, 파나마의 토쿠 멘 국제 공항에서 마르티니크의 포르 드 프랑스 공항 로가는 길였다.
탑승하고 있던 것으로 보인다 160명 중 승무원 8명은 콜롬비아 출신이었다. 승객 152명은 프랑스 인, 콜롬비아 인 파나마 사람의 대부분이 파나마에서 휴가를 보낸 프랑스 인이었다.
사고 기는 콜롬비아와 베네수엘라 국경 부근에서 2 개의 엔진 중 한쪽에 이상이 발생하고 잠시 후 다른 엔진도 이상이 발생했다. 비상 착륙을 시도하기 마라 카이 보 공항에 갔다가 분당 7,000 피트 (2,100 m) 하강을 중지하지 못하고 추락했다.

## 시간 경과
시간은 UTC이다.

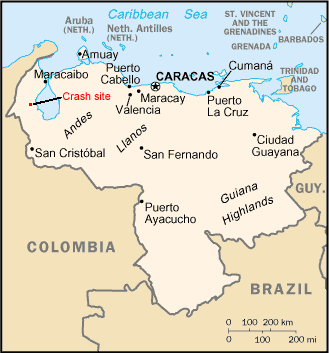
베네수엘라. 기체는 서쪽에서 동쪽으로 비행했다

- 06:00 ( 파나마 오전 1시. 베네수엘라, 마르티니크 오전 2시) 파나마 파나마 시티에 있는 토쿠 멘 공항 (PTY) 출발.
- 07:00 경 베네수엘라 카라카스 (Caracas) 관제탑이 여객기에서 한쪽 엔진에 이상이 있다고보고있다.
- 몇 분 후, 다른 쪽 엔진에 이상 있다고보고있다. 관제는 마라 카이 보 호수의 서쪽에 있는 도시, 마라 카이 보 (Maracaibo) 공항에 비상 착륙을 허가한다. 그리고 몇 분 후 교신이 두절.
- 07:45 경 콜롬비아 국경에서 30마일 정도 떨어진 베네수엘라 서부 술 리아 주에 있는 산간 마을, Machiques 부근의 소 목장에 추락 직후 폭발했다.

## 사고 원인
이 사고 조사는 사고 발생 지점 인 베네수엘라의 반미 감정을 고려, 베네수엘라 사고 조사위원회와 프랑스 사고 조사위원회의 공동으로 실시되게되었다 .
사고 원인은 엔진 고장이 아니라 조종사가 기류의 좋은 고도를 찾고 거듭 상승과 하강 하고, 착빙 대책에 설치되어있는 안티 아이스 (얼음 떨이 장치)의 시작과 정지를 반복했다 것이었다. 이 행위가 기체 제어를 잃게하는 직접적인 원인이되었다고하고이 문제에 대한 대응을 잘못한 것이 최악의 결과로 이어 졌다고 결론 지었다.
사건의 계기는 웨스트 캐리비안 항공의 재정난에 의해 조종사가 연비 대책에 달린 것이었다. 사고 당일 조건은 안티 아이스 (얼음 떨이 장치)의 사용 한계 고도 31,900 피트 (9,700 m)였지만, 연비를 벌기 위해 일시 정지를 둔 안티 아이스 (얼음 떨이 장치)를 33,000 피트 (10,000 m) 다시 시작했기 때문에 전력을 얻기 위해 엔진 출력을 빼앗겨 추진력이 떨어졌다. 또한 자동 조종 시스템이 고도를 유지하려고 기수를 올렸 더니, 최악의 타이밍에서 발생한 난기류에 의해 기체가 상승되고 또한 엔진 출력이 떨어졌다. 선장이 엔진 결함으로 착각 한 것은 치명적인 사고였다.이 상황에서 올바른 기동이 코를 내리지 못했고, 기수가 실속에 들어갔다가 통제력을 상실하고 추락했기 때문이다.

## 항공기
이 사고로 추락 한 기체는 맥도 널 더글러스 MD-82 형 (1986년 제조)이다. 항공기는 이전 콘티넨탈 항공 이 소유하고 있던 (당시의 기체 기호는 N72824) 가 2005년 1월 10일에 웨스트 캐리비안 항공이 항공기의 인도를 받았다.

## 항공사
웨스트 캐리비안 항공은 1998년에 설립 된 컬럼비아의 항공사이다. 2005년 3월 26일에 웨스트 캐리비안 항공의 프로펠러기가 콜롬비아 프로 비덴 시아에서 이륙 직후 추락했다. 이 사고로 승무원 2명과 승객 6명이 사망하고 6명이 부상했다.
708 편 사고 당시이 회사는 조종사가 연비 대책勤しま수밖에없는만큼 재정이 악화되고 있으며, 사고 후 한 편이나 날 수없이 파산했기 때문에이 사고가 회사의 마지막 비행 이었다.

## 참고 · 출전
1. ↑  현 에메 세제루 · 마르티니크 국제 공항.
2. ↑  사고의 피해자에 프랑스 인이 많았던 것에서 선정이지만, 양자의 힘겨운 부분에 관해서는 NTSB (미국 국가 교통 안전위원회)의 지원을 받고있다.

## 같이 보기
- 메이데이! : 항공기 사고의 진실과 진상 제 9시즌 제 3화 「THE PLANE THAT FLEW TOO HIGH "